# Carter Peak
Carter Peak är en bergstopp i Antarktis. Den ligger i Östantarktis. Australien gör anspråk på området. Toppen på Carter Peak är 1 932 meter över havet.
Terrängen runt Carter Peak är huvudsakligen platt, men västerut är den kuperad. Trakten är obefolkad. Det finns inga samhällen i närheten. 